# بنكسية مؤتلفة
بنكسية مؤتلفة (الاسم العلمي: Banksia conferta) هي نوع نباتي يتبع جنس البنكسية من فصيلة البروطية.